# Fruli
Fruli, Früli, o Van Diest Fruli es una cerveza de fresa de origen belga, producida en una cervecería de oficio cercana a la ciudad de Gante. Está hecha con cerveza de trigo belga (70%) y fresas (30%), y tiene 4.1% grados de alcohol. La cerveza es producida por Huyghe.

## Reconocimientos
Früli obtuvo la medalla de oro en la Food & Drink Expo de Reino Unido de 2004. En 2009, fue reconocida por los jueces de los World Beer Awards como  "la mejor cerveza de fruta del mundo" .